# آلموش
آلموش (به مجاری: Álmos)‏ (تلفظ مجاری: [ˈa:lmoʃ]) (زادهٔ ۸۲۵ میلادی - درگذشتهٔ ۸۹۵ میلادی) نخستین امیر مجارستان در بین سال‌های ۸۵۰ تا ۸۹۵ میلادی بود.